# Cindy Axne
Cynthia Lynne "Cindy" Axne, född Wadle 20 april 1965 i Grand Rapids i Michigan, är en amerikansk politiker (demokrat). Hon var ledamot av USA:s representanthus 2019–2023.
I kongressvalet 2022 besegrades Axne av republikanen Zach Nunn.